# Prachin Buri
Prachin Buri (Thai: ปราจีนบุรี, auch als Prachinburi wiedergegeben) ist die Hauptstadt der Provinz Prachin Buri in der Ostregion von Zentralthailand. Prachin Buri ist gleichzeitig die Hauptstadt des Landkreises (Amphoe) Mueang Prachin Buri.
Die Stadt Prachin Buri (เทศบาลเมืองปราจีนบุรี) hat 18.046 Einwohner. (Stand 2012)

## Lage
Prachin Buri liegt am östlichen Rand der Zentralebene und ist etwa 90 Kilometer von der Hauptstadt Bangkok entfernt. Die Umgebung wird von zahlreichen Kanälen, den Khlongs, durchzogen.

## Wirtschaft und Verkehr
Hauptprodukt der fruchtbaren Umgebung ist der Reis.
Prachin Buri besitzt einen Bahnhof an der Ostbahn von Bangkok Hua Lamphong nach Aranyaprathet.

## Geschichte
Die Umgebung war bereits in prähistorischen Zeiten besiedelt, wie Funde zeigen. 
Prachin Buri ist eine alte Gründung des Mon-Volkes und auch nach der Eroberung durch die Khmer im 10. Jahrhundert behielt die Stadt ihre Bedeutung, da sie an einem wichtigen Handelsweg von Indien über Kambodscha nach China lag.

## Sehenswürdigkeiten
- Talsperre – in der nahen Umgebung der Stadt, bereits um 1200 vom Khmer-König Jayavarman errichtet, um regelmäßige Bewässerung des fruchtbaren Landes zu gewährleisten.

## Bildung
In Prachin Buri befindet sich ein Nebencampus des King Mongkut’s University of Technology North Bangkok.

## Persönlichkeiten
- Wassana Winatho (* 1980), Leichtathletin
- Pichit Jaibun (* 1986), Fußballspieler
- Alongkorn Prathumwong (* 1986), Fußballspieler
- Wisarut Waingan (* 1991), Fußballspieler
- Phiraphat Khamphaeng (* 2001), Fußballspieler